# Les Anarchistes
Les Anarchistes is een Franse film uit 2015, geregisseerd door Élie Wajeman. De film ging in première op 15 mei op het Filmfestival van Cannes in de sectie Semaine de la critique.

## Verhaal
Parijs, 1899. De jonge korporaal Jean Albertini infiltreert in een bende anarchisten. Voor hem is het de kans om promotie te maken maar hij is gedwongen om meedogenloos te zijn en alles te rapporteren aan zijn chef Gaspard. Hij begint het moeilijk te krijgen wanneer hij sympathie begint te voelen voor de groep en vooral voor Judith, de vriendin van de leider.  Wanneer de groep een gewapende overval voorbereidt, moet Jean een keuze maken tussen zijn plicht en zijn hart.

## Rolverdeling
| Acteur              | Personage                |
| ------------------- | ------------------------ |
| Tahar Rahim         | Jean Albertini           |
| Adèle Exarchopoulos | Judith Lorillard         |
| Swann Arlaud        | Elisée Mayer             |
| Guillaume Gouix     | Eugène Levèque           |
| Karim Leklou        | Biscuit (Marcel Deloche) |
| Cédric Kahn         | Gaspard                  |

## Prijzen en nominaties
De belangrijkste:
| Jaar | Prijs         | Categorie                   | Genomineerde(n) | Uitslag       |
| ---- | ------------- | --------------------------- | --------------- | ------------- |
| 2016 | César         | Beste jong mannelijk talent | Swann Arlaud    | In afwachting |
| 2016 | Prix Lumières | Beste cinematografie        | David Chizallet | Gewonnen      |